# Karin Hammar
Ella Karin Charlotte Hammar, född 11 november 1974, är en svensk jazztrombonist. Hon växte upp i Boden i en musicerande familj och är yngre syster till Mimmi Hammar som också spelar trombon.
Karin Hammar började spela trombon i kommunala musikskolan i Boden. Hon studerade bland annat för P-O Svanström och Nils Landgren. Hon studerade klassiskt trombonspel på Framnäs folkhögskola och fortsatte sedan på Kungliga Musikhögskolan i Stockholm, där hon examinerades 1999. Karin Hammar började frilansa som musiker redan 1997 och startade gruppen Sliding Hammers med bland andra sin syster. Gruppen gav ut fyra skivor fram till 2009. Karin Hammar har spelat med i flera orkestrar och jazzgrupper, men även i pop- och rockorkestrar bakom bland andra Orup och Jerry Williams, och hon är med i bandet som spelar i TV-programmet Doobidoo.
Karin Hammar har bland annat gett ut skivorna Good Vibe Project, Everyday Magic, LAND,  Imprints och medverkar som solist på svenska skivinspelningar, exempelvis flera skivor med J.C. Schütz.

## Diskografi
- 2001 − A Place to Be (Sliding Hammers)
- 2004 − Karin Hammar Good Vibe Project – With Friends
- 2003 − Spin Around (Sliding Hammers)
- 2006 − A Beautiful Friendship (Sliding Hammers)
- 2008 − Sings (Sliding Hammers)
- 2009 − Everyday Magic (Karin Hammar Quartet)
- 2013 − Land (med Chris Jennings)
- 2016 − Imprints (Karin Hammar Fab 4)

## Priser och utmärkelser
- 1996 – Thore Swaneruds Stipendium[6]
- 1996 – Nalens vänners pris Topsys Tusenkrona[6]
- 2000 – Faschings Vänners stipendium[6]
- 1999 – Stockholms Stads Kulturstipendium[6]
- 2004 – Alice Babs Jazzstipendium[7]
- 2009 – SKAP-stipendium
- 2017 – Jazzkannan[8]
- 2020 - JazzBrazz-stipendiet[9]